# Hynek Lang
Hynek Lang (1. května 1847 Tábor – 5. října 1926 Tábor) byl rakouský a český právník a politik, na sklonku 19. století poslanec Českého zemského sněmu, na přelomu 19. a 20. století poslanec Říšské rady.

## Biografie
Profesí byl advokát a politik. Vystudoval gymnázium a pak práva na Karlo-Ferdinandově univerzitě v Praze, kde roku 1876 získal titul doktora práv. Od roku 1878 působil v rodném Táboře. Podílel se na veřejném životě.
Koncem 80. let 19. století se zapojil i do zemské politiky. Ve volbách v roce 1889 byl zvolen v kurii venkovských obcí (volební obvod Tábor, Mladá Vožice, Soběslav, Veselí) do Českého zemského sněmu. Politicky patřil k mladočeské straně. Na sněmu se soustřeďoval na témata zemědělství a sociální pomoci. Navrhl zřízení veřejných stravoven pro chudinu. Zasedal v komisích pro Zemskou banku a Hypoteční banku.
Zasedal také v Říšské radě (celostátní zákonodárný sbor), kam usedl ve volbách do Říšské rady roku 1891. Zastupoval kurii venkovských obcí, obvod Tábor, Soběslav atd. Mandát zde obhájil ve volbách do Říšské rady roku 1897 a volbách do Říšské rady roku 1901.
Zemřel v říjnu 1926 a byl pohřben na Novém hřbitově v Táboře.